# Someș
El Someș (nom romanès; en hongarès Szamos) és un riu de l'Europa central, afluent del Tisza, el principal tributari del Danubi. En l'antiguitat romana era conegut amb el nom de Samus. Neix a Romania, a la confluència del Someșul Mare (o Gran Someș) –el qual neix a les muntanyes de Rodna, als Carpats orientals, i té un curs de 120 km– i el Someșul Mic (o Petit Someș), provinent del vessant occidental de la serralada carpàtica i format també per la confluència de dos rius, el Someșul Cald (o Someș Calent) i el Someșul Rece (o Someș Fred). El Petit Someș té una llargària d'uns 80 km i passa per la ciutat de Cluj-Napoca. Travessa les províncies de Cluj, Sălaj Maramureș i Satu Mare, incloent la seva capital Satu Mare, i continua per Hongria a la província de Szabolcs-Szatmár-Bereg, on, prop de Vásárosnamény, desemboca al riu Tisza, 52 km després d'haver traspassat la frontera entre els dos estats.
Els afluents principals són l'Almaș, l'Agrij i el Sălaj, per l'esquerra, i el Lăpuș, per la dreta.